# Kneževa palača u Šibeniku
Kneževa palača u Šibeniku dio je obalnog obrambenog sustava grada Šibenika i izgrađena je u 13. i 14. stoljeću. Nalazi se u neposrednoj blizini Katedrale sv. Jakova.
Od izvorne palače sačuvana su dva krila nekoć mnogo većeg zdanja u kojem je boravio gradski knez (kapetan), najviši predstavnik državne vlasti u Šibeniku.
Južno krilo proteže se uz obalu od četverokutne do poligonalne kule. Četverokutna kula, poznata pod nazivom Kula kneževe palače, najveći je obrambeni objekt na obali i potječe iz 14. stoljeća. Između nje i Biskupske palače sačuvana su renesansna gradska vrata iz 16. stoljeća. Po sredini prizemlja južnog krila Kneževe palače gotički je prolaz s gradskim vratima nad kojima je gradski grb s likom sv. Mihovila, zaštitnika grada.
Zapadno krilo Kneževe palače okrenuto je sakristiji i apsidalnim dijelovima Katedrale. Na južnom kraju ovog dijela dvoje su vrata jednostavnih kamenih okvira, a između njih niša s baroknom skulpturom gradskog kneza Nikole Marcella.
Godine 1975. dovršena je adaptacija Kneževe palače te omogućeno suvremeno funkcioniranje Muzeja grada Šibenika.